# Elisabeth von Bahr
Maria Elisabeth von Bahr, född Boström den 8 mars 1838 i Stockholm, död 21 maj 1914 i Uppsala, var en svensk filantrop och skolgrundare. Hon gjorde ekonomiska och praktiska insatser för att bidra till förbättringar av kvinnors förhållanden, främst i fråga om utbildning och försörjning.

## Biografi
Elisabeth von Bahrs föräldrar var Gustava och Erik Samuel Boström. Fadern var lagman och häradshövding och kom från Piteå. Hennes bror Erik Gustaf Boström blev Sveriges statsminister 1891–1900 och den andra brodern Filip August Boström var landshövding i Södermanland 1887–1908. Inget är känt om Elisabeth von Bahrs utbildning, men den kan ha bedrivits i hemmet. Den yngre Ebba Boström, som skulle komma att skapa Samariterhemmet i Uppsala, fick en konservativ uppfostran och det fick troligen också Elisabeth von Bahr. När hon var 21 år gammal gifte hon sig med häradshövding Carl Fredrik Oscar von Bahr. Familjen fick sex barn.
Samskolor och kvinnors utbildning blev under andra hälften av 1800-talet en alltmer diskuterad fråga och den kom att i hög grad intressera Elisabeth von Bahr. Några år innan maken gick bort år 1900 började hon engagera sig på allvar i frågan. Fyra av barnen var nu vuxna, två döttrar hade dött unga. Sonen Johan hade kommit en god väg i sin karriär och var akademisekreterare vid Uppsala universitet och VD i Uppsala stads drätselkammare. Han skulle så småningom bli Uppsalas borgmästare. Sonen Erik var läkare på Samariterhemmet och regementsläkare. Dottern Eva von Bahr-Bergius var på god väg i sin akademiska karriär vid universitetet i Uppsala. Utbildningsintresset delade Elisabeth von Bahr med bland andra Johan August Lundell och tillsammans med honom deltog hon i bildandet av Upsala enskilda läroverk år 1892 och satt sedan i skolans styrelse till sin död. Den var ett så kallat reformläroverk och en samskola där man arbetade enligt moderna pedagogiska metoder. Liksom vid Palmgrenska samskolan i Stockholm tillämpades valfrihet och moderna metoder i språkinlärningen. På skolan startades också en hushållsutbildning som år 1895 avdelades och blev Fackskolan för huslig ekonomi under Ida Norrbys ledning. Elisabeth von Bahr satt i ledningen också för den.
Kvinnor som blivit änkor förlorade inte sällan en stor del av sin försörjning, eller stod helt medellösa. I Uppsala fanns sällskapet Upsala Myror, som arbetade för att försöka hjälpa dem. Sällskapet vände sig särskilt till änkor efter militära befattningshavare, ämbetsmän och köpmän. År 1902 bildades Stiftelsen Upsala Myror, som skulle skapa grunden till det så kallade Elisabethhemmet (namngivet efter Elisabeth von Bahr). Elisabeth von Bahr var redan från början en av de drivande och en första del av hemmet invigdes år 1911, vilket firades med en fest där prins Gustav Adolf fanns bland deltagarna. Fastigheten som inrymde Elisabethhemmet finns ännu kvar och är idag (2017) ett privatsjukhus.
Det var emellertid inte bara personer i de övre samhällslagren som Elisabeth von Bahr ömmade för. När Hildur Ottelin år 1904 startade Rickomberga egnahem AB fanns både Elisabeth von Bahr och hennes dotter Eva von Bahr bland aktietecknarna. Elisabeth von Bahr var inte sällan med på bolagsstämmorna. Där träffade hon också Elsa Eschelsson, som under en tid satt i bolagsstyrelsen.
Elisabeth von Bahr fortsatte sina aktiviteter fram till sin död 1914. Hon är begravd på Uppsala gamla kyrkogård.